# 八斑鞘腹蛛
八斑鞘腹蛛（学名：Coleosoma octomaculatum）为球蛛科鞘腹蛛属的动物。分布于日本、韩国、台湾岛以及中国大陆的河北、陕西、山西、山东、江苏、浙江、湖南、湖北、四川、广西等地，一般栖息于水田、旱地、果园、竹林和林区，生活在稻丛之间、棉株下部的枝叶之间结不规则网；也栖息在菜园、果园及竹林中。该物种的模式产地在日本。